# Šicha

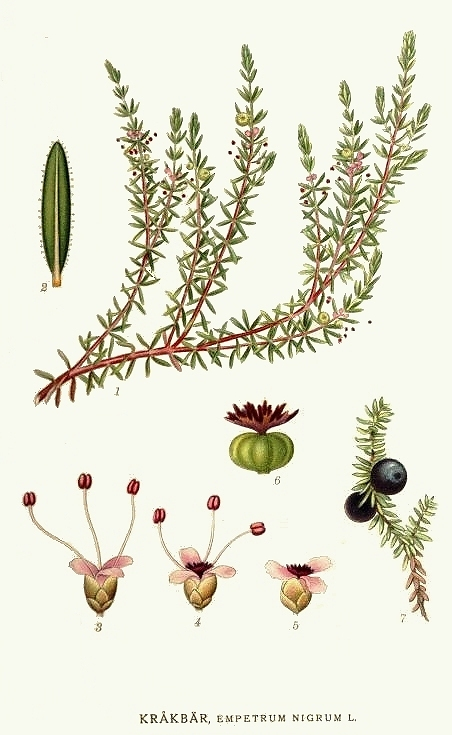
Šicha černá

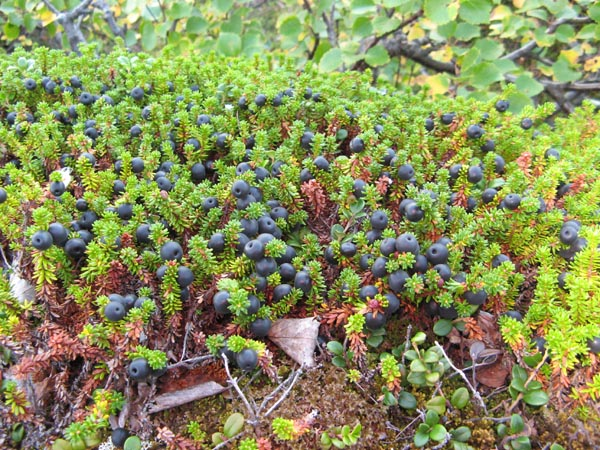
Šicha černá (porost)

Šicha (Empetrum) je malý rod nízkých stálezelených keřů podobných vřesovci, Jedná se o jedno nebo oboupohlavné keře s malými tlustými světle zelenými jehlicovitými 3–10 mm dlouhými podvinutými listy. Drobné květy jsou umístěné v úžlabí listů.
Plody jsou černé nebo červené peckovice podobné borůvkám, chuťově dobré, jen poněkud suché. Rádi je pojídají medvědi.

## Taxonomické zařazení
Dnes šicha patří do čeledi vřesovcovité, v minulosti ale patřily do samostatné čeledi šichovité. V rodu je zařazeno šest druhů
Rod je blízce příbuzný například s Ceratiola a Corema. Šichovité byly po většinu 20. století zařazeny do své vlastní čeledi šichovité (Empetraceae), ale molekulární data, morfologie listů byly dokladem pro jejich zahrnutí do čeledi vřesovcovité. T

## Druhy
Mezi významnější můžeme počítat
- šicha tmavočervená (Empetrum atropurpureum)
- šicha eamnesova (Empetrum eamesii)
- šicha obojaká (Empetrum hermaphroditum)
- šicha černá (obecná) (Empetrum nigrum)
- šicha červená (Empetrum rubrum)

(podle Praktické dendrologie)

## Pojmenování
Název rodu Empetrum pochází ze starověké řečtiny: en a petra, na kameni, což odkazuje na stanoviště v horách.

## Výskyt
Běžně se vyskytuje na severní polokouli, od mírného po subarktické podnebí , a také v Andách v Jižní Americe a Tristan da Cunha (jižní Atlantský oceán). Typické roste na místech s kyselým podložím, v rašeliništích, v tundře a močálech, ale také v smrkových lesích. Také je nalézáme hojně v proláklinách v dunách a v písečných dunách dánského ostrova Fanem, stejně jako na celém Islandu.

## Výskyt v Česku
Šichy se vyskytují v hraničních horách ČR. Mapa výskytu šichy obojaké (Empetrum hermaphroditum) výskyt v ČR[nedostupný zdroj] Nejvíce na Šumavě, v Krkonoších a Jeseníkách.

## Užití
Přestože obsahuje andrometoxin, nejsou šichy jedovaté rostliny, protože není znám žádný případ otravy, ovoce působí mírně opojně.
Ve Skandinávii a Grónsku jsou plody šichy pojídány jako kompot. Obsahují dvakrát tolik vitamínu C jako borůvky. Jsou užívány také jako doplněk k borůvkám nebo k barvení potravin. Ovoce se používá i v Chile.
V subarktické oblasti, šicha byla užívána přísada do stravy inuitů a Sámů. Po ztrátě popularity šicha opět získává svoji pověst jako jedlá bobule. Poskytuje konstantní sklizně a získávání plodů je relativně snadné. Vysoké koncentrace anthokyaninového pigmentu může být použity jako přírodní potravinářské barvivo. V kmenu Dena’ina (také Tanaina) je sklízena jako jídlo, někdy uchovávána na zimu, smíšená s vepřovým sádlem, nebo olejem. Lze ji uchovávat na chladném místě bez jakékoliv zvláštní přípravy.
Bobule jsou obvykle sbírány na podzim, ale pokud nejsou sbírány mohou přetrvávat přes zimu a je možné je otrhat na jaře. Syrové bobule jsou těstovité a bez chuti. Inuité a domorodé národy Ameriky je mísily s jinými plody, zejména borůvkami. Vaření zlepšuje chuťové vlastnosti. Šichy jsou dobré do dobré koláčů a rosolu. V Grónsku z šichy dělají limonádu.
Listy a stonky se používají při léčení průjmů a žaludečních potíží, vařené nebo namočené v horké vodě. Někdo tvrdí, že šťáva bobulí je dobrá pro ledvinové potíže.

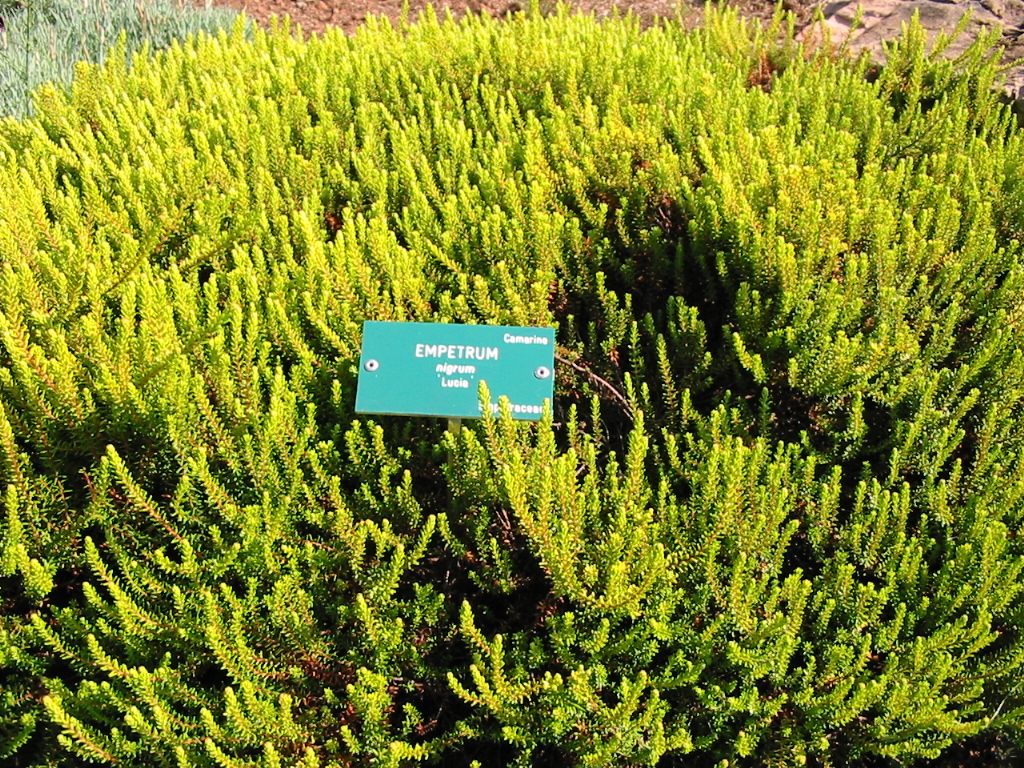
Žlutolistý kultivar Empetrum nigrum 'Lucia'

Kořen je také používán jako lék, který se používá k léčení bolavých očí. Kořeny se vaří a oči se promyjí chlazeným čajem s trochou cukru. Někteří lidé říkají, že stonky ostružiny mohou být také použity k odstranění takových potíží.
Plody šichy obsahují z velké většiny vodu. Obsah vitamínů je nízký, stejně jako koncentrace těkavých tekutin. Kyselost je nižší, než je obvykle u lesních plodů, benzen a kyseliny se v plodech téměř nevyskytují.
Šicha je také příležitostně používána jako ozdobná rostlina ve skalkách, jmenovitě žlutolistý kultivar šichy černé (Empetrum nigrum) 'Lucia' (viz fotografie).

## Pěstování
Nesnáší vápník, pěstovat v humózním kyselém substrátu. Snášejí výsluní i stín. Jsou vhodným doplňkem vřesoviště. Není třeba řezat. Množí se výsevem na jaře, nebo řízkováním na podzim. Zálivka – zaléváme dešťovou vodou (nebo upravenou vodou).

## Ochrana
Šicha oboupohlavná je v ČR chráněná.